# Caroline Baron

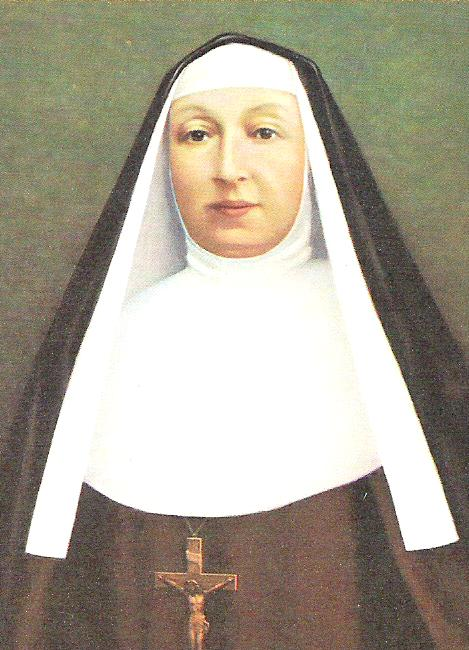
Caroline Baron, in religione madre Francesca dello Spirito Santo

Caroline Baron, in religione Francesca dello Spirito Santo (Narbona, 4 dicembre 1820 – Saint-Chinian, 20 dicembre 1882), è stata una religiosa francese, fondatrice della congregazione del Terz'ordine francescano di Saint-Chinian.

## Biografia
Nacque nel 1820 da Antoine Baron e da sua moglie Françoise Garnier. Abbracciò sedicenne la vita religiosa tra le suore di San Giuseppe a Saint-Pons prendendo il nome di Francesca dello Spirito Santo.
Su invito di Charles-Thomas Thibault, vescovo di Montpellier, nel 1860 lasciò le suore di San Giuseppe e il 15 aprile 1864 fondò a Saint-Chinian una nuova congregazione femminile del terz'ordine francescano per l'educazione popolare e, secondariamente, la cura dei malati.
La congregazione godette del sostegno dei cappuccini della provincia di Tolosa, soprattutto di Domenico da Castelnaudary e Marie-Antoine da Lavaur, e dell'incoraggiamento del cardinale François-Marie-Anatole de Rovérié de Cabrières, vescovo di Montpellier.
Alla sua morte, avvenuta nel 1882, la sua congregazione contava già case a Béziers, Moux, Ferrals, Montpellier, Tolosa.
Le spoglie di Caroline Baron riposano nella cappella della casa-madre della sua congregazione a Montpellier.
L'inchiesta diocesana sulla vita, le virtù, la fama di santità della religiosa si aprì il 3 aprile 1959  e il 4 febbraio 1972 fu emanato il decreto sugli scritti.
Il 9 ottobre 2017 papa Francesco ha autorizzato la Congregazione delle cause dei santi a promulgare il decreto sulle virtù eroiche di madre Francesca dello Spirito Santo, riconoscendole il titolo di venerabile.